# Lower Beechmont
Lower Beechmont – miasto w Australii, w stanie Queensland.